# Holger Hofman
Holger Peter Hofman (2. april 1868 i Aalborg – 28. december 1929 i København) var en dansk skuespiller der medvirkede i en enkelt stumfilm i 1911. Han var desuden teaterdirektør og teaterinstruktør.
Han debuterede i Randers i 1890 og var efterfølgende på Casino, Nørrebros Teater, forskellige provinsteatre, Folketeatret (1897-1900) og Det kongelige Teater (1900-1914). Mellem 1914-1919 var han teaterdirektør for Dagmarteatret og igen i årene 1923 – 1928. I 1920-1922 var han teaterinstruktør ved Det lille Teater.
Han var gift med skuespillerinde og balletdanserinde ved Det kongelige Teater Olga Astrid Kreutzer (1881-1962). Han er begravet på Bispebjerg Kirkegård i København.

## Filmografi
- 1911 – Ved fængslets port (instruktør August Blom)